# Якимчиці
Яки́мчиці — село в Україні, в Львівському районі Львівської області. Населення становить 114 осіб, постійно проживає 100 осіб. Орган місцевого самоврядування — Комарнівська міська рада.

## Відомі люди
- Федір (Теодор) Черник (1894, с. Якимчиці — †18 листопада 1918). Учасник Української революції 1917—1921, сотник Армії УНР, член Стрілецької Ради. Загинув у протигетьманському повстанні Директорії у бою під Мотовилівкою. Похований на Аскольдовій горі у Києві.
- Тершаковець Гринь — громадський і політичний селянський діяч, посол до галицького сейму.
- Тершаковець Зиновій — провідник ОУН Львівського краю (1946—1948), в.о. командира Львівської Воєнної Округи УПА «Буг».